# Mistrzostwa Polski w Biathlonie 2000
34. Mistrzostwa Polski w biathlonie odbyły się w 2000 w Zakopanem. Rozegrano osiem konkurencji: cztery konkurencje męskie: bieg indywidualny na dystansie 20 kilometrów, bieg sprinterski na dystansie 10 kilometrów, bieg na dochodzenie na 12,5 kilometrów i sztafetę 4 x 7,5 kilometrów oraz cztery konkurencje kobiece: bieg indywidualny na dystansie 15 kilometrów, bieg sprinterski na dystansie 7,5 kilometrów, bieg na dochodzenie na dystansie 10 kilometrów i sztafetę 4 x 6 kilometrów. 

## Terminarz i medaliści
| Data | Konkurencja                  | Złoto                                                                           | Srebro                                                                              | Brąz                                                                            |
| 2000 | Bieg indywidualny mężczyzn   | Wojciech Kozub Legia Zakopane                                                   | Tomasz Sikora Dynamit Chorzów                                                       | Bartłomiej Golec KKS Bielsko-Biała                                              |
| 2000 | Bieg sprinterski mężczyzn    | Tomasz Sikora Dynamit Chorzów                                                   | Krzysztof Topór Legia Zakopane                                                      | Wojciech Kozub Legia Zakopane                                                   |
| 2000 | Bieg na dochodzenie mężczyzn | Wojciech Kozub Legia Zakopane                                                   | Tomasz Sikora Dynamit Chorzów                                                       | Krzysztof Topór Legia Zakopane                                                  |
| 2000 | Sztafeta mężczyzn            | Legia Zakopane Krzysztof Topór Wiesław Ziemianin Robert Ponikwia Wojciech Kozub | Legia Zakopane Grzegorz Grzywa Dawid Paniak Bartłomiej Ponikwia Łukasz Prajsner     | KKS Bielsko-Biała Adam Szary Sylwester Byrtek Bartłomiej Golec Ryszard Szary    |
| 2000 | Bieg indywidualny kobiet     | Magdalena Grzywa Legia Zakopane                                                 | Magdalena Gwizdoń KKS Bielsko-Biała                                                 | Aldona Sobczyk Dynamit Chorzów                                                  |
| 2000 | Bieg sprinterski kobiet      | Magdalena Gwizdoń KKS Bielsko-Biała                                             | Magdalena Grzywa Legia Zakopane                                                     | Aldona Sobczyk Dynamit Chorzów                                                  |
| 2000 | Bieg na dochodzenie kobiet   | Magdalena Grzywa Legia Zakopane                                                 | Aldona Sobczyk Dynamit Chorzów                                                      | Magdalena Gwizdoń KKS Bielsko-Biała                                             |
| 2000 | Bieg sztafetowy kobiet       | Legia Zakopane Beata Kiełtyka Iwona Grzywa Katarzyna Ponikwia Magdalena Grzywa  | Dynamit Chorzów Dagmara Gerasimuk Aldona Sobczyk Patrycja Szymura Katarzyna Sawicka | MKS Karkonosze Jelenia Góra Joanna Grzybek Anna Borejko Anna Gałek Monika Rżany |